# インド系オーストラリア人
インド系オーストラリア人はインドに家系起源を持つオーストラリア人、またはその子孫でオーストラリアで出生した人々を示す。2016年のオーストラリアにおける国勢調査によると619,164人であり、 オーストラリア総人口の2.8%に当たり、主にメルボルンやシドニー、パースに集中している。

## アジア系移民での位置づけ
アジア系では中国系に次いで人口が多い。インドの言語ではヒンディー語話者は159,652人でオーストラリア総人口の0.7%を占め8番目、パンジャーブ語話者も132,496人で総人口の0.6%を占め10番目に多い。以下、インド語話者の多い順にタミル語73,161人、ベンガル語54,566人、マラヤーラム語53,206人、グジャラート語52,888人、テルグ語34,435人、マラーティー語13,055人とつづく。  
インドからオーストラリアの大学への留学生も7万人を数えインド系移民の54％が学士以上の資格者であり、これはオーストラリアの全国平均の3倍の数値である。

## 歴史
インド人がオーストラリアに初めて移住したのは1788年に遡るが、1851年より始まるゴールドラッシュでの中国人のように大量移住が起こる事なく、1901年、オーストラリア連邦発足時のインド系移民の人口は4,700～7,600人の間であり、そのまま白豪主義の時代に入ったため、オーストラリアのインド系人口は1940年以前まではさほど多くはなかった。しかし1973年にオーストラリアが白豪主義を撤廃し、多文化社会主義に方向転換するとインド本国の人口急増も相まってインド系移民も急増、21世紀に入りインドの人口が爆発的に急増するようになるとインドからみてイギリスやアメリカ、カナダより地理的に近いオーストラリアも猛烈にインド系移民や留学生が増え始めた。と同時にIT産業などにインド人が独占する業界も増え始めた事から2007年頃からインド系移民に対しての襲撃事件が数年間に渡って起こり（在豪インド人連続襲撃事件）、印豪関係は一時的に極端に悪化、2010年は留学生も20％以上減少した。しかし2011年からインド系移民は再び急増、オーストラリア移民局の2012年度のデータではインドからの移民が2万9018人と、中国の2万5509人を抜いて初めて移住者の中でトップに立った。現在においてもその傾向は続いている。

1991年以降のインドからオーストラリアの移住者数表

| 都市       | 人口(2011年調査） | 人口(2016年調査） | 人口(2022年調査） |
| ---------- | ----------------- | ----------------- | ----------------- |
| シドニー   | 128,449           | 194.017           | 230.000           |
| メルボルン | 126,075           | 198.450           | 240.000           |
| ブリスベン | 34,159            | 54.227            | 65.000            |
| パース     | 37,867            | 64.934            | 75.000            |
| アデレード | 19,610            | 31.444            | 35.000            |